# نادیا میرونیوک
نادیا میرونیوک (اوکراینی: Надія Миколаївна Миронюк؛ زادهٔ ۲۵ مارس ۱۹۸۴) وزنه‌بردار زن اهل اوکراین است.